# ایگور کانیگین
ایگور کانیگین (انگلیسی: Igor Kanygin؛ زادهٔ ۶ ژوئن ۱۹۵۶) کشتی‌گیر اهل بلاروس بود.